# Leistera hampsonia
Leistera hampsonia là một loài bướm đêm trong họ Noctuidae.